# Wysszaja Chokkiejnaja Liga (2023/2024)
Sezon WHL 2023/2024 – czternasty sezon rosyjskich rozgrywek Wyższej Hokejowej Ligi rozgrywany na przełomie 2023 i 2024.

## Uczestnicy
W porównaniu do poprzedniego sezonu ubyły kluby: Jermak Angarsk (przedstawiciele nie złożyli dokumentów akcesyjnych z powodów finansowych i zgłosili drużynę do juniorskiej ligi NMHL), Łada Togliatti (przyjęty do sezonu KHL 2023/2024).
Do ligi przyjęto Dinamo-Ałtaj Barnauł, Kristałł Saratów, HK Norylsk, CSK WWS Samara, HK Czełny. Oznacza to, że liczba uczestników wzrosła z 26 do 29.
| Klub                    | Miasto               | Rok zał. | Rok doł. | Lodowisko                     | Pojem- ność |
| ----------------------- | -------------------- | -------- | -------- | ----------------------------- | ----------- |
| AKM Tuła                | Tuła                 | 2021     | 2021     | Ledowyj Dworiec               | 3000        |
| Bars Kazań              | Kazań                | 2009     | 2014     | Dworiec Sporta                | 3523        |
| Buran Woroneż           | Woroneż              | 1977     | 2012     | DS Jubilejnyj                 | 3040        |
| Chimik Woskriesiensk    | Woskriesiensk        | 1953     | 2015     | LDS Podmoskowje               | 4000        |
| CSK WWS Samara          | Samara               | 1950     | 2017     | DS im. W.S.Wysockogo          | 5000        |
| Czełmiet Czelabińsk     | Czelabińsk           | 1949     | 2010     | DS Junost′                    | 3500        |
| HK Czełny               | Nabierieżnyje Czełny | 2004     | 2023     | LDS w Czełnach                | 1500        |
| Dinamo Sankt Petersburg | Petersburg           | 2013     | 2016     | SK Jubilejnyj                 | 7600        |
| Dinamo-Ałtaj Barnauł    | Barnauł              | 2019     | 2023     | LDS Titow-Ariena              | 4292        |
| Dizel Penza             | Penza                | 1948     | 2010     | SZK Dizel-Arena               | 5500        |
| Gorniak-UGMK            | Wierchniaja Pyszma   | 2012     | 2017     | LA MAU                        | 1100        |
| Iżstal Iżewsk           | Iżewsk               | 1958     | 2010     | LD Iżstal                     | 3190        |
| Jugra Chanty-Mansyjsk   | Chanty-Mansyjsk      | 2006     | 2018     | Arena Jugra                   | 5500        |
| Jużnyj Urał Orsk        | Orsk                 | 1959     | 2010     | DS Jubilejnyj                 | 4500        |
| Kristałł Saratów        | Saratów              | 1954     | 2023     | LDS Kristałł                  | 7000        |
| Mietałłurg Nowokuźnieck | Nowokuźnieck         | 1949     | 2017     | DS Kuznieckich Mietałłurgow   | 7533        |
| Mołot Perm              | Perm                 | 1948     | 2010     | UDS Mołot im. W.N. Lebiediewa | 6000        |
| Nieftianik Almietjewsk  | Almietjewsk          | 1965     | 2010     | DS Jubilejnyj                 | 2200        |
| HK Norylsk              | Norylsk              | 2023     | 2023     | Arktika                       | 2184        |
| Omskie Krylja           | Omsk                 | 2021     | 2021     | Akademia Awangardy            |             |
| HK Riazań-WDW           | Riazań               | 1999     | 2010     | DS Olimpijskij                | 2825        |
| HK Rostów               | Rostów nad Donem     | 2013     | 2015     | SRK Ajs-Ariena                | 458         |
| Rubin Tiumeń            | Tiumeń               | 1959     | 2010     | SK Dworiec Sporta             | 3346        |
| SKA-Niewa               | Petersburg           | 2008     | 2010     | SK Chokkiejnyj Gorod          | 1418        |
| Sokoł Krasnojarsk       | Krasnojarsk          | 1977     | 2011     | Platinum Arena                | 7000        |
| HK Tambow               | Tambow               | 2000     | 2018     | LDS Kristałł                  | 1500        |
| Toros Nieftiekamsk      | Nieftiekamsk         | 1987     | 2010     | Nieftiekamski LDS             | 2000        |
| Zauralje Kurgan         | Kurgan               | 1993     | 2010     | LDS im. N.W. Paryszewa        | 2500        |
| Zwiezda Moskwa          | Moskwa               | 2015     | 2015     | LSK CSKA im. W.M. Bobrowa     | 5600        |

Skróty:

DS – Dworzec Sportu, KS – Kompleks Sportowy, LA – Lodowa Arena, LD – Lodowy Dworzec, LDS – Lodowy Dworzec Sportu, LSK – Lodowy Sportowy Kompleks, SK – Sportowy Kompleks, SRK / SZK – Sportowo-Rozrywkowy Kompleks, UDS – Uniwersalny Dworzec Sportu.

## Sezon zasadniczy
W sezonie zasadniczym przewidziano dla każdej z drużyn rozegranie 56 spotkań. Pierwsze miejsce w sezonie zasadniczym zajęła drużyna Mołotu Perm i otrzymała Puchar Jedwabnego Szlaku.

## Faza play-off
Do fazy play-off przewidziano kwalifikację 16 drużyn. Pary dla każdego etapu play-offów tworzone są według następującej zasady: najwyższej rozstawiona drużyna gra z najniżej rozstawioną, druga z przedostatnią i tak dalej. Wszystkie serie play-off rozgrywane są do czterech zwycięstw, maksymalna liczba meczów w serii to siedem.
W rywalizacji finałowej Nieftianik Almietjewsk (startujący z 9 miejsca) pokonał Nieftianik Almietjewsk (2) w meczach 4:0. Triumfatorzy wygrali Puchar Pietrowa i złoty medal WHL, pokonani otrzymali srebrny medal, a brązowy medal przyznano Rubinowi Tiumeń.